# Carlos Cordón Núñez
Carlos Cordón Núñez (Sabadell, Vallès Occidental, 1 d'octubre de 1984) és un polític i arquitecte català, alcalde de Cerdanyola del Vallès des del 2019.

## Biografia
Va néixer a Sabadell, tot i que la seva família vivia a Cerdanyola. Va estudiar arquitectura a la Universitat Politècnica de Catalunya i va cursar un postgrau en Comunicació i Lideratge en la Universitat Autònoma de Barcelona.
El 2006 es va afiliar al PSC, sent nomenat secretari d'organització de la secció local de la Joventut Socialista de Catalunya del 2009 al 2012. Va ser secretari d'acció política de la JSC Vallès Occidental entre 2012 i 2015 i secretari d'organització del partit entre 2017 i 2019.
És regidor del consistori des de l'any 2015 i Primer Secretari de l'agrupació local del PSC des de 2017.
Ha col·laborat amb estudis d'arquitectura de 2006 a 2012 a Terrassa i a Barcelona, i ha format part de la secció de IKEA dedicada al disseny d'interiors. Ha treballat com a cap de projectes en l'estudi d'arquitectura GCG CerdanyolArquitectura SL.
El 2019, en les eleccions municipals, va ser escollit alcalde de Cerdanyola amb el suport dels 9 regidors que el partit va obtenir. Va revalidar el càrrec a les eleccions municipals de 2023.